# Katuku Tshimanga
Derrick Katuku Tshimanga (Kinsasa, República Democrática del Congo, 6 de noviembre de 1988) es un futbolista belga de origen congoleño. Juega de defensa y su equipo es el K. Beerschot V. A. de la Primera División de Bélgica. 

## Selección nacional
Ha sido internacional con la selección de fútbol de Bélgica en una ocasión.

## Clubes
| Club                | País         | Año       |
| ------------------- | ------------ | --------- |
| K. S. C. Lokeren    | Bélgica      | 2008-2011 |
| K. R. C. Genk       | Bélgica      | 2012-2016 |
| Willem II           | Países Bajos | 2016-2017 |
| Oud-Heverlee Leuven | Bélgica      | 2017-2021 |
| Waasland-Beveren    | Bélgica      | 2021-2023 |
| K. Beerschot V. A.  | Bélgica      | 2023-     |

## Palmarés

### Títulos nacionales
| Título          | Club          | País    | Año  |
| --------------- | ------------- | ------- | ---- |
| Copa de Bélgica | K. R. C. Genk | Bélgica | 2013 |